# Trirenijum nonahlorid
Trirenijum nonahlorid (Re3Cl9) je jedinjenje renijuma i hlora. Ono je otkriveno 1932. godine.

## Struktura i fizička svojstva
Struktura trirenijum nonahlorida se sastoji od dobro definisanih Re3Cl9 jedinica koje su povezane hloridnim mostovima.

## Hemijska svojstva
Trirenijum nonahlorid pripremljen iz renijum pentahlorida bez daljeg tretmana je hemijski reaktivan, npr. za formiranje adukata. Međutim, ako se uzorak vakuumski sublimira na 500°C, rezultirajući materijal je u znatno manje reaktivan. Rendgensko difrakcioni testovi pokazuju da nema razlike u strukturi između netretiranog i vakuumski sublimiranog materijala.
Toplota oksidacije se izračunava po jednačini:
1/3 Re3Cl9  +  4 OH−  +  2 OCl− →   ReO4−  +  2 H2O + 5Cl−
The enthalpy for this process is 190.7 ± 0.2 kcal/mol.

## Priprema
Trirenijum nonahlorid se najefikasnije priprema termalnom dekompozicijom renijum pentahlorida ili heksahlororenijumske(IV) kiseline. Drugi metodi obuhvataju tretiranje renijuma sa sulfurilhloridom. Taj proces se ponekad izvodi uz dodatak aluminijum hlorida i zagrevanjem Re2(O2CCH3)4Cl2 pod HCl.
3/2 Re2(O2CCH3)4Cl2  +  6 HCl   →   Re3Cl9  +  6 HO2CCH3

## Upotrebe
Trirenijum nonahlorid se koristi kao početni materijal za sintezu mnogih renijumskih kompleksa.